# Иван Кирков (художник)
Иван Николов Кирков е български художник – живописец, илюстратор и сценограф.

## Биография
Иван Николов Кирков е роден на 1 януари 1932 г. в Станимака (сега Асеновград). През 1955 г. завършва Художествената академия (ВИИИ „Н. Павлович“), специалност живопис като възпитаник на проф. Кирил Цонев и проф. Илия Петров. От 1957 г. участва в общи художествени изложби. През 1961 г. на Първата младежка изложба картината му „До морето“ се превръща в един от акцентите на широка обществена полемика, а името му става синоним на неконформизъм и дързост.
Репутацията му на принципен противник на рутината и визуалната пошлост се утвърждава и с първата му самостоятелна изложба през 1969 г. Изумителната творческа активност на Иван Кирков, склонността му към експериментиране в различни области и жанрове, щастливото съчетание между интуиция и интелект в творбите му го правят един от най-дискутираните съвременни художници.
Преподава във ВИИИ „Н. Павлович“ – доцент (1974), професор (1985). Сред учениците му са художниците Чавдар Маринов, Дарина Цурева, Ива Владимирова, Атанас Парушев, Динко Стоев, Веско Велев, Веско Начев, Долорес Дилова, Мариана Маринова, Атанас Ташев, Людмил Лазаров, Светослав Цеков, Марта Левчева, Петранка Карастоянова, Златина Дертлиева, Красимир Цанов, Александър Станчев, Пенчо Клисуров и Петко Петков.
С повече от 40 години творческа и преподавателска дейност, Иван Кирков се налага като един от най-неординерните български живописци и педагози, израства в съзнанието на съвременниците си като явление, фокусиращо в едно дързостта и патоса, възторзите и разочарованията, премереният компромис и предизвикателният риск на едно от най-активните и дискусионни поколения български творци и интелектуалци с неоспоримо място и принос в българската съвременност.
Умира през 2010 г. на 78-годишна възраст.

## Творчество
Работи в различни области и жанрове – живопис, плакат, сценография, монументално изкуство. Рисува множество портрети, сред които на Йордан Радичков и Любен Зидаров.
Изявява и като илюстратор в художественото оформление на книги на Цанко Церковски, Елин Пелин, Камен Калчев, Ран Босилек, Имре Мадач, Иван Тургенев и други.

### Сценография
През 1965 – 67 г. работи като сценограф за Сатиричния театър. Автор е на декорите за спектакли като:
- „Свинските опашчици“ на Ярослав Дитъл,
- „Михал Мишкоед“ на Сава Доброплодни,
- „Кандидати за славата“ на Иван Вазов,
- „Много шум за нищо“ на Уилям Шекспир, и други.[3]

Като сценограф работи и в Общински театър „Възраждане“.
През 1983 г. е сценограф на постановката „Норма“ в Националната Опера.
Като художник в киното дебютира през 1961 г. с филма „Инспекторът и нощта“.

### Монументални и декоративни творби[3][5]
- Металопластика (200 m²) – декоративно оформление в главното приемно хале (чакалнята) на Централна гара София, арх. Милко Бечев – стена над касовите гишета, София, (1974)[3][5]
- Стенописи и завеса в Народния театър „Иван Вазов“ при реконструкцията на сградата през 70-те години, София (1976)
- „Посрещане на Съветската армия“ – стена с каменна мозайка, композиция в интериора на Дома-паметник на Партията (БКП) на връх Бузлуджа с арх. Георги Стоилов (1981)
- „Девети септември 1944“ – стена с каменна мозайка, размери 13.50/3.50 m, композиция в интериора на Дома-паметник на Партията (БКП) на връх Бузлуджа с арх. Георги Стоилов (1981)
- Металопластика – декоративно оформление в Народен дворец на културата „Людмила Живкова“ (НДК), София, (1981)
- „Паисий“ – мозаечно пано, Партиен дом в Асеновград (1982)
- Мозаечно пано, Драматичен театър Толбухин, Толбухин (Добрич), (1983)
- Мозаечно пано, заседателна зала в Министерство на външните работи (България), арх. Богдан Томалевски, София, (1983)

## Награди и отличия
Иван Кирков е носител на множество награди, сред които:
- 1959 – бронзов медал за живопис на СБХ,
- 1969 – първа награда за илюстрация,
- 1976 – наградата на София. [3]

Удостоен е с държавното звание Заслужил художник.

## Памет
На Иван Кирков е наречена улица в квартал „Манастирски ливади“ в София (Карта).
„Иван Кирков или да се спасиш в спомена“ е документален филм от 2009 г. за художника. Сценарист и режисьор на филма е Атанас Киряков, а оператор Антон Бакарски. 